# アレン郡 (カンザス州)
アレン郡（英: Allen County）は、アメリカ合衆国カンザス州の南東部に位置する郡である。2010年国勢調査での人口は13,371人であり、2000年の14,385人から7.0%減少した。郡庁所在地はイオラ市（人口5,704人）であり、同郡で人口最大の都市でもある。

## 歴史

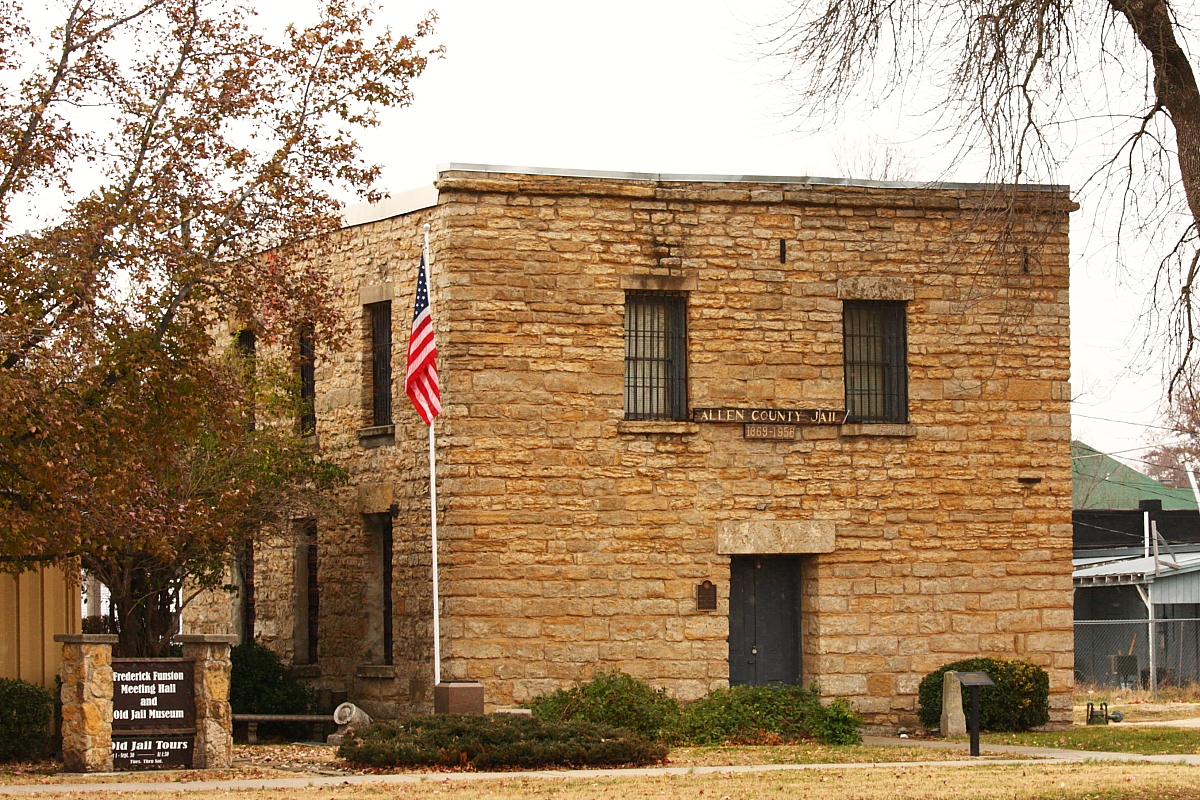
昔のアレン郡刑務所

アレン郡はカンザス準州議会が初めに設立した33郡の1つであり、郡名はオハイオ州選出アメリカ合衆国上院議員を務めたウィリアム・アレンに因んで名付けられた。1855年に設立した時と同時に組織化され、チャールズ・パスモアが遺言検認判事に、B・W・カウデンとバーネット・オーウェンが郡政委員に、ウィリアム・ゴッドフリーが保安官に指名された。これらの役人は1857人に一般選挙が行われるまでその役職に就いており、郡の組織を完成するために郡事務官と財務官を指名する権限を与えられた。
この1855年の前半に最初の白人が郡内で居を定めた。リチャード・J・フクアは、その妻、2人の息子、3人の娘と共に、郡内北西部、ネオショ川の流域に入った最初の白人だった可能性がある。B・W・カウデンとH・D・パーソンズは3月に到着し、エルム・クリークの河口に近いネオショ川流域の土地を選んだ。次に、ジェイムズ・パーソンズ少佐とその2人の息子達ジェスとジェイムズおよびダンカン氏が、ディア・クリーク河口近くに入植した。春から夏にかけて、極めて迅速に入植が進み、その大半はネオショ川沿いかその近くだった。初期開拓者の多くは奴隷制度擁護派だったが、郡内に入ってきた奴隷はほとんどいなかった。自由州から来た人々は奴隷所有者に強い反感を示し、奴隷の大半が解放されるか、その主人によって郡外に連れ出されるまで時間は掛からなかった。1856年の夏から秋にも移住者が続いたが、それほど多いという訳ではなかった。
最初の町と郡庁所在地はコファチーだった。1855年春、スコット砦から来た一群の奴隷制度擁護派が開発会社を作り、エルム・クリーク河口の南、ネオショ川東岸の高台に町の区画を引いた。近隣に住むインディアンとは交易が盛んに進み、この町は将来性有望に見えた。しかし、1857年には衰退を始め、その後町の大半は2マイル (3 km) 北にできた新しい町イオラに移動した。
様々に議論が行われた後、1869年にアレン郡最初の刑務所が8,400ドルでイオラに建設された。この建物は新しい刑務所が完成した1959年に役目を終え、その後は博物館として運営され、アメリカ合衆国国家歴史登録財に登録されている。

## 法と政府
アレン郡はアルコールを禁じる、すなわち「ドライ」の郡だったが、1986年にカンザス州憲法が修正され、住民は2000年の投票で個人が嗜むアルコール飲料の販売を承認した。ただし、食料販売量の30%までという制限が付いた。

## 地理
アレン郡はカンザス州南東部にあり、ミズーリ州境からは2列目の郡であり、オクラホマ州境からは約50マイル (80 km) に位置している。その大きさは南北21マイル (34 km)、東西24マイル (38 km) である。アメリカ合衆国国勢調査局に拠れば、郡域全面積は505.18平方マイル (1,308.4 km2)であり、このうち陸地は503.01平方マイル (1,302.8 km2)、水域は2.18平方マイル (5.6 km2)で水域率は0.43%である。

### 地形的特徴
郡内の地形は幾らかうねりがあるが、州内東部の大半に比べれば平坦である。土壌は肥沃で生産性が高い。水流に沿った低地は幅が1.5マイル (2.4 km) あり、郡領域の10分の1を占めている。残りは穏やかなうねりがあるか、高地プレーリーの平原である。郡内に自生する樹木はクログルミ、ヒッコリー、ハコヤナギ、オーク、エノキおよびニレがある。
主要な河川はネオショ川であり、郡内西部を南北に流れている。その支流には、インディアン、マーティンズ、ディア、エルムなど小さなクリークがある。マーマトン川は郡内東中部を水源に南東部に流れている。リトルオーセージ川はマーマトン川の水源の近くに発し、北東部に流れている。その支流としては北のミドル・クリークと、南のサウスフォークがある。

### 隣接する郡
- アンダーソン郡 - 北
- リン郡 - 北東
- バーボン郡 - 東
- ネオショ郡 - 南
- ウィルソン郡 - 南西
- ウッドソン郡 - 西
- コフィー郡 - 北西

## 人口動態

人口ピラミッド

### 2000年の国勢調査
以下は2000年の国勢調査による人口統計データである。
| 基礎データ - 人口: 14,385人 - 世帯数: 5,775 世帯 - 家族数: 3,892 家族 - 人口密度: 11人/km2（29人/mi2） - 住居数: 6,449軒 - 住居密度: 5軒/km2（13軒/mi2） 人種別人口構成 - 白人: 94.80% - アフリカン・アメリカン: 1.63% - ネイティブ・アメリカン: 0.78% - アジア人: 0.26% - その他の人種: 0.86% - 混血: 1.68% - ヒスパニック・ラテン系: 1.93% 先祖による構成 - ドイツ系：28.8% - アメリカ人：20.3% - イギリス系：9.8% - アイルランド系：8.6% 年齢別人口構成 - 18歳未満: 25.2% - 18-24歳: 9.8% - 25-44歳: 24.1% - 45-64歳: 22.9% - 65歳以上: 18.0% - 年齢の中央値: 39歳 - 性比（女性100人あたり男性の人口） - 総人口: 95.6 - 18歳以上: 90.7 | 世帯と家族（対世帯数） - 18歳未満の子供がいる: 29.8% - 結婚・同居している夫婦: 54.6% - 未婚・離婚・死別女性が世帯主: 8.9% - 非家族世帯: 32.6% - 単身世帯: 28.5% - 65歳以上の老人1人暮らし: 14.4% - 平均構成人数 - 世帯: 2.43人 - 家族: 2.98人 収入と家計 - 収入の中央値 - 世帯: 31,481米ドル - 家族: 39,117米ドル - 性別 - 男性: 27,305米ドル - 女性: 19,221米ドル - 人口1人あたり収入: 15,640米ドル - 貧困線以下 - 対人口: 14.9% - 対家族数: 11.3% - 18歳未満: 20.2% - 65歳以上: 12.7% |

### 過去の動向
準州時代の最終年である1860年、大きな干ばつがおこり厳しい年になった。郡人口は約3,000人であり、ギリギリの収穫では飢餓に陥ることが避けられないと思われた。人々の大半は2年以内に郡内に入ってきており、飢えと困難さを前にして東部に戻った。
南北戦争の時代には発展したが緩りとだった。1865年から1870年には着実に人口が増加し、7,022人が数えられた。それからの3年間は急速に入植が進んで、多くの改善が加えられ、数千エーカーの土地が耕作地に変えられた。この期間は恐らく郡の歴史でも最も進歩的な時代だった。金が豊富にあり、ほとんど誰もが事業を行うか、その資本金一杯に資産を購入した。その結果として1873年の金融恐慌が起こり、1874年にはイナゴの大量発生が続いたので、ほとんど全ての改善が留まり、資産価値が暴落して、多くの開拓者（3分の1近く）が郡を離れた。1875年の人口は6,638人だった。その後の時代は持ち直し、1878年には8,954人になった。郡内の繁栄度が上がり、1881年の人口は11,098人となったが、それまでの改善が入植者を増やしていた。1882年、人口は11,098人となった。
郡の人口は成長を続け、1910年国勢調査での27,640人がピークになった。近年では人口が減り続けているが、減り方が鈍化しつつある。

## 都市と町

### 法人化された都市
都市名の後の数字は2010年国勢調査での人口を示す。
- イオラ, 5,704 - 郡庁所在地
- ハンボルト, 1,953
- ラハープ, 578
- ガス, 564
- モラン, 558
- サボンバーグ, 109
- エルスモア, 77
- ミルドレッド, 28
- バセット, 14

### その他の町
- ベイアード
- カーライル
- コファチー（廃村）
- ジェネバ
- ペトロリア

## 郡区
アレン郡は12の郡区に分けられている。ハンボルト市、イオラ市、ラハープ市は「政治的に独立」と見なされ、下記郡区の数字からは外されている。下表で「人口中心」は最大都市であり、特に大きな数字でなければ、郡区の人口に含まれるものである。
| 郡区 | FIPSコード | 人口中心 | 人口  | 人口密度 /km2 (/sq mi) | 陸地面積 km2 (sq mi) | 水域 km2 (sq mi) | 水域率(%) | 座標                                                              |
| --- | ---------- | -------- | ----- | ---------------------- | -------------------- | ---------------- | --------- | ----------------------------------------------------------------- |
| カーライル                                                                                              | 10725      |          | 276   | 4 (9)                  | 78 (30)              | 0 (0)            | 0.09%     | 北緯37度59分50秒 西経95度22分47秒 / 北緯37.99722度 西経95.37972度 |
| コテージグローブ                                                                                        | 15825      |          | 282   | 3 (8)                  | 96 (37)              | 0 (0)            | 0.42%     | 北緯37度45分20秒 西経95度22分11秒 / 北緯37.75556度 西経95.36972度 |
| ディアクリーク                                                                                          | 17175      |          | 142   | 2 (4)                  | 94 (36)              | 0 (0)            | 0.13%     | 北緯37度59分14秒 西経95度17分23秒 / 北緯37.98722度 西経95.28972度 |
| エルム                                                                                                  | 20550      | ガス     | 1,259 | 10 (27)                | 123 (47)             | 0 (0)            | 0.33%     | 北緯37度54分36秒 西経95度19分36秒 / 北緯37.91000度 西経95.32667度 |
| エルスモア                                                                                              | 20900      |          | 460   | 3 (7)                  | 165 (64)             | 0 (0)            | 0.06%     | 北緯37度47分1秒 西経95度9分23秒 / 北緯37.78361度 西経95.15639度   |
| ジェネバ                                                                                                | 26100      |          | 172   | 2 (6)                  | 78 (30)              | 1 (0)            | 1.02%     | 北緯38度0分7秒 西経95度28分33秒 / 北緯38.00194度 西経95.47583度   |
| ハンボルト                                                                                              | 33475      |          | 273   | 4 (11)                 | 65 (25)              | 1 (0)            | 0.88%     | 北緯37度48分47秒 西経95度25分34秒 / 北緯37.81306度 西経95.42611度 |
| イオラ                                                                                                  | 34325      |          | 843   | 8 (19)                 | 112 (43)             | 2 (1)            | 1.57%     | 北緯37度54分29秒 西経95度25分27秒 / 北緯37.90806度 西経95.42417度 |
| ローガン                                                                                                | 41725      |          | 225   | 3 (7)                  | 83 (32)              | 1 (0)            | 0.75%     | 北緯37度47分2秒 西経95度29分2秒 / 北緯37.78389度 西経95.48389度   |
| マーマトン                                                                                              | 44850      | モラン   | 853   | 6 (15)                 | 144 (56)             | 0 (0)            | 0.09%     | 北緯37度54分40秒 西経95度9分48秒 / 北緯37.91111度 西経95.16333度  |
| オーセージ                                                                                              | 53075      |          | 316   | 3 (7)                  | 124 (48)             | 0 (0)            | 0.37%     | 北緯38度0分14秒 西経95度9分36秒 / 北緯38.00389度 西経95.16000度   |
| セイラム                                                                                                | 62600      |          | 277   | 2 (6)                  | 124 (48)             | 0 (0)            | 0.10%     | 北緯37度49分31秒 西経95度18分6秒 / 北緯37.82528度 西経95.30167度  |
| Sources: “Census 2000 U.S. Gazetteer Files”. U.S. Census Bureau, Geography Division. 2012年4月1日閲覧。 |            |          |       |                        |                      |                  |           |                                                                   |

## 教育

### 統一教育学区
- マーマトンバレー USD 256
- イオラ USD 257
- ハンボルト USD 258

### カレッジ
- アレン郡コミュニティカレッジ

## 交通

### 主要高規格道路
出典:  National Atlas, U.S. Census Bureau
- アメリカ国道54号線、郡内を東西方向に横切り、東からモラン、ラハープ、ガス、イオラを通る。郡を出ると、東のフォートスコット、西のイエーツセンターやウィチタ市とを繋ぐ。
- アメリカ国道59号線、郡東部を南北に走り、ミルドレッドとモランを通る。北のキンケイド、オタワ、ローレンス、南のエリーを繋ぐ。
- アメリカ国道169号線、郡西部を通り、イオラ、バセット、ハンボルト各市の東のバイパスになっている。南のチャヌート、コフィービルを繋ぐ。イオラとチャヌートの間は自動車専用道であり、入線が制限される。ただし片側1車線である。カンザスシティ都市圏からオクラホマ州タルサとを直接繋ぐルートになっている。

### 空港
- アレン郡空港 (K88)、公共
- クロワサン空港 (7KS5)、民間
- エンスミンガー空港 (74KS)、民間
- ナショナル空港、公共
- ウォマック空港、公共